# Стокгольмська фондова біржа
Стокгольмська фондова біржа (швед. Stockholmsbörsen; абревіатура — СФБ) — фондова біржа, розташована e Стокгольмі, Швеція.
Заснована у 1863 році, біржа є основною серед країн Північної Європи. Біржа увійшла до складу групи OMX у 1998 році, а з 2003 року були об'єднані торгові операції з фондовою біржею Гельсінкі.
До 1990 року торги біржі проходили в будівлі Шведської академії на площі Стурторьєт.
Біржа працює з понеділка по п'ятницю (крім святкових днів) з 9.00 до 17.30.

## Історія
Перша біржа у Швеції виникла 1778 року в Стокгольмі. Торгівля була переважно товарною. У невеликих обсягах продавалися державні позики та морські страховки. Реальна торгівля цінними паперами почалася у 1863 році за королівським указом: 4 лютого о 14.00 відбулися перші торги, було укладено 22 угоди загальним обсягом 14105 талерів.

## Структура
Стокгольмська фондова біржа складається із трьох відділів, якими керує Рада директорів.

### Відділ фінансових продуктів
Відділ фінансових продуктів займається технічним удосконаленням торгів акціями та облігаціями, розвитком сервісів торговельного майданчика, розробкою нових продуктів. Відділ включає чотири групи: сервісу торговельного майданчика, бізнес розвитку, ринкових комунікацій, досліджень та зовнішніх зв'язків. Група сервісу торговельного майданчика забезпечує роботу торговельної системи і генерує ринкову статистику. Група бізнес розвитку конструює нові фінансові інструменти та удосконалює продукти, які вже перебувають в обігу на ринку. Група ринкових комунікацій орієнтована на публікацію матеріалів біржі, проведення семінарів, рекламу тощо. Група дослідження і зовнішніх зв'язків відстежує тренди в міжнародній фондовій торгівлі і підтримує активність СФБ на адекватному рівні.

### Відділ біржового регулювання
Відділ біржового регулювання призначений організувати відкрите, чесне та прозоре середовище для операцій на СФБ, для чого постійно удосконалює звід правил біржової торгівлі. Співробітники відділу спостерігають за дотриманням учасниками торгів відповідних правил, займаються перевіркою лістингових кандидатів, дають рекомендації про доцільність присутності в лістингу, розробляють пропозиції щодо зміни правил торгівлі. Для спостереження за торгами використовується комп'ютерна система, яка реєструє аномальні показники угод і дає рекомендації про припинення торгів до з'ясування обставин.
Відділ контролює інформацію, поширювану лістинговими компаніями. У випадку виявлення неправдивих даних ставиться питання про виключення з лістингу.

### Відділ інформаційних технологій
Відділ інформаційних технологій забезпечує функціонування біржових комп'ютерних систем і технічну підтримку послуг для користувачів. Вимоги до коефіцієнта готовності обладнання досить високі — 99,9%, що означає не більше 1,44 години простою на рік. Система SAX порівнює параметри заявок на купівлю-продаж за різним фінансовим інструментам і конвертує їх в угоди. Система ринкової інформації транслює інформацію у зовнішній світ через Reuter, Aktievision, Dextel Findata і Dow Jones Telerate.

## Індекси
- OMX Stockholm PI (раніше — SAX All Share) — шведський фондовий індекс. Розраховується на Стокгольмській фондовій біржі та включає в себе усі акції, що торгуються на біржі. Індекс почав розраховуватися 31 грудня 1995 року на рівні 100 пунктів[1].